# 松山神社 (大阪市)
松山神社（まつやまじんしゃ）は大阪市東淀川区小松に鎮座する神社。

## 祭神
- 菅原道真公

### 相殿
- 天照皇大神
- 春日大神
- 住吉大神

## 歴史
社伝によると、菅原道真が延喜元年（901年）大宰府に配流された時、淀川を下ってこの地に到着。
生い茂る小松に「小松の詩」を吟じられ、直筆の御真像を里人に与えたので、後に神祠を建て、村を小松村と呼び、氏神として崇めたのが始まりという。
- 明和（1764年）の頃、境内拡張、社殿修築が行われ、正一位前大納言筆の「天満宮」の扁額を掲げたとあり、江戸時代には小松の天満宮と呼ばれていた。
- 明治4年（1871年）に松山神社と改称。
- 明治42年（1909年）大隅神社に合祀され廃社となる。
- 昭和19年（1944年）地元の復帰運動で旧地に戻り、四條畷神社の旧社殿を移築して祀る。
- 昭和52年（1977年）に神門・玉垣・回廊を新築[1]。

### 三天神めぐり
- 阪急電鉄では、沿線の服部天神宮・松山神社・長岡天満宮の三社への合格祈願を「三天神めぐり」として広告している[2]。

## 交通
- 阪急京都本線相川駅より　東南に徒歩10分